# Вахванен, Хенри
Хенри Вахванен (фин. Henri Vahvanen, родился 29 июня 1983 в Лаппеэнранте) — финский рок-музыкант, барабанщик пауэр-метал-группы Battlelore (в ней играет его брат Юри Вахванен).

## Дискография

### Battlelore

#### Студийные альбомы
- 2002 — ...Where the Shadows Lie
- 2003 — Sword's Song
- 2005 — Third Age of the Sun
- 2007 — Evernight
- 2008 — The Last Alliance

#### Демо-версии
- 2000 — Dark Fantasy
- 2000 — Demo 2000